# Guido Neri
Guido Neri   (Cesena, 27 de gener de 1939) és un ciclista italià, ja retirat, que fou professional entre 1962 i 1970. En el seu palmarès destaca la victòria al Trofeu Laigueglia de 1964. Fou el primer ciclista a guanyar la Classificació dels punts calents introduïda al Tour de França de 1966.

## Palmarès
- 1960
  - 1r al Giro del Casentino
- 1961
  - 1r a la Coppa Collecchio
  - 1r a la Coppa Mobilio Ponsacco
- 1964
  - 1r al Trofeu Laigueglia

### Resultats al Giro d'Itàlia
- 1962. 24è de la classificació general
- 1963. 47è de la classificació general
- 1964. 27è de la classificació general
- 1965. 64è de la classificació general
- 1967. 40è de la classificació general
- 1968. 51è de la classificació general
- 1969. 45è de la classificació general
- 1970. 87è de la classificació general

### Resultats al Tour de França
- 1966. 77è de la classificació general. 1r de la Classificació dels punts calents
- 1967. Abandona (11a etapa)

### Resultats a la Volta a Espanya
- 1969. 37è de la classificació general